# Melusine (Anderer)
Melusine ist eine Dilogie des in Ostbelgien großgewordenen, auf  Deutsch schreibenden Autors Jean Firges (Pseudonym: Hannes Anderer). Sie ist nach der Wassernixe und Sagengestalt Melusine benannt und besteht aus den beiden autobiografisch gefärbten Romanen Unterwegs zu Melusine (2006) und Begegnung mit Melusine (2007).

## Unterwegs zu Melusine. Buch 1
Die beiden in Ich-Form geschriebenen Romane schildern die ersten 20 Lebensjahre des Protagonisten (1934 bis 1953) in St. Vith und Umgebung, bis hin zum Abitur und seinem ersten Studienjahr in Löwen. Er stammt aus der mittelständischen Familie eines Kommunalbeamten mit reichsdeutscher Ehefrau aus Duisburg, eine Familie, die loyal zu Belgien steht, im Unterschied zu den meisten Menschen in der deutschsprachigen Gegend und in der näheren Verwandtschaft. In der Region stehen wenigen reichen Großbauern viele Arme gegenüber, die Grenzen zwischen den Gesellschaftsschichten sind schwer zu überwinden, was sich besonders bei Heiratsplänen zeigt. Für die meisten Menschen ist der Kampf ums tägliche Brot mühsam, die Armut in den östlichen Ardennen ist der in der Eifel vergleichbar. Eindrücklich beschreibt Anderer die Härte der Erziehungsmethoden in dieser Familie. Die nötige Ablösung des Sohnes vom Vater fällt ihm schwer; sich dem väterlichen Aufstiegs- und Anpassungsdruck zu widersetzen, erfordert große Anstrengungen von ihm.
Ein wichtiges Thema des 1. Buches ist die Rolle des Katholizismus in Ostbelgien. Da der Junge vielleicht Priester oder Lehrer werden will, besucht er ein katholisches Internat. Der seelische Druck auf Hannes ist groß, sei es durch Mitschüler, sei es durch Lehrer, deren Kontrolle und Eigenheiten er massiv ausgesetzt ist. Mit Anstrengung versucht der Junge, seine eigene Persönlichkeit zu entwickeln. Besonders eindrücklich geschildert ist die stramme Verteufelung der Sexualität durch die Trägerschaft des Internats. Im Krieg, insbesondere während der Ardennen-Offensive der deutschen Nationalsozialisten im Winter 1944/45 gegen den alliierten Vormarsch, erlebt Hannes den Bombenteppich im Luftschutz-Keller. Die zwangsweise Eingliederung der deutschsprachigen Belgier ins Nazireich kommt indirekt vor. 

## Begegnung mit Melusine. Buch 2
Im 2. Buch schildert der Autor sein erstes Studienjahr als 20-Jähriger in Löwen, eine Fortsetzung zu Buch 1. Dazu gehören ohne Scheu beschriebene sexuelle Eskapaden, ein umfassender Gang durch die abendländische Kulturgeschichte in Literatur, Musik, Philosophie und Psychologie von der Antike bis Sartre und Husserl mit dem Schwerpunkt auf der französischen Kultur, eine aktuelle Adaption des Melusinen-Mythos mit der Betonung des Wasser-Motivs und schließlich die vom Alter her erinnerte, krisenhafte Selbstfindung in der Postadoleszenz.
Diese Themen entwickelt Anderer in Gesprächs- oder Traumsituationen, oder in Form einer Selbstreflexion, bisweilen durch Wiedergabe von tagebuchartigen Einträgen aus der Erlebenszeit.
Der junge Student Hannes verbringt sein erstes Jahr an der Katholischen Universität Löwen. Auf ihre diskrete, aber sehr entschiedene Initiative hin lernt er eine junge Frau kennen, die 10 Jahre älter ist als er, als Nonne gekleidet. Als sich eine Gelegenheit ergibt, kann er eine Woche mit ihr in ihrer luxuriösen Villa verbringen, in der sie eine zweite Identität lebt, als eine Wiedergängerin der Melusine aus ihrer provençalischen Heimat. Begleitet von Musik, Gesprächen über Literatur und Philosophie und gutem Essen erlebt Hannes seine sexuelle Initiation. Die sexuellen Spiele der beiden in dieser Woche werden anschaulich erzählt. Äußere Umstände erzwingen, dass nach dieser Woche Schluss ist. Hannes verlässt die Villa, noch einmal haben die beiden kurz darauf Sex miteinander, dann ist alles vorbei. Die belastende Prüfungszeit kommt, er bricht zusammen; zurück im Elternhaus in St. Vith reift sein Entschluss, dem seiner Meinung nach nur aufs Pauken ausgerichteten belgischen Studien-System den Rücken zu kehren und sein Studium in Deutschland, mit einer besser ausgeprägten Diskussionskultur an der Uni (wie er meint), fortzusetzen. Er setzt das gegen den Widerstand seines Vaters unter großer Anstrengung durch.
Das Betrachtungsverbot der Frau in der aquitanischen Melusinen-Sage verwandelt Anderer literarisch in ein Kontaktverbot, das die Nonne Heloise nach ihrem letzten Treffen über ihren Partner Abelard verhängt. Als er es durch Zufall unbeabsichtigt durchbricht, kommt es zur Krise, und dadurch in letzter Konsequenz zur Ausreise des Studenten aus Belgien und zum Studium in Freiburg.
Der Autor hat eine Fülle an literarischen und philosophischen Materialien eingearbeitet, quer durch die Geistesgeschichte des Abendlandes. Mit diesen Stoffen, sehr oft mythologischer Art, baut er den Roman auf. Einerseits schreibt er chronologisch entlang eines Studienjahrs, andererseits wird in großem Maß philosophiert, diskutiert und musiziert und der damit angesprochene literarische Stoff erläutert. In der Summe erfährt der Leser durch den Blickwinkel des Studenten nebenher vieles über Mythen, vor allem wenn sie mit dem Wasser zu tun haben, und über die berühmtesten Liebespaare der westlichen Kulturgeschichte; schließlich nennen die beiden Protagonisten sich „Heloise und Abélard“.
Die intensiven sexuellen Begegnungen der beiden Protagonisten konterkarieren gezielt die Leibfeindlichkeit, die Anderer bei großen Teilen des Katholizismus der 50er Jahre sieht und unter der er selbst in der Kindheit und Jugend sehr gelitten hat. Letztlich entscheidet er sich gegen die Ehelosigkeit, die für katholische Priester gilt. Er gibt somit den bisherigen beruflichen Plan auf, den vor allem auch sein Vater für ihn wünschte.

## Religionsgeschichtliche Einordnung
Grundsätzlich sieht Anderer einen überaus negativen Einfluss des französischen Jansenismus auf die katholische Sexualmoral, wie sie an uns überliefert wurde, u. a. durch Blaise Pascal, Jean Racine und Madame de La Fayette. 
Unter behaupteter Anknüpfung an die Anthropologie von Luther, Calvin und Zwingli sah Jansenius eine abgrundtief verdorbene Natur des Menschen. Die Ursünde Adams wird nach ihm von Generation zu Generation weiter vererbt, nämlich durch die im Zeugungsakt wirksame Begierde, die Erbsünde. Die Sündhaftigkeit macht den Menschen für die religiöse Wahrheit blind und für das sittliche Wollen tot. Daher kann für Jansenius nur ein direktes Eingreifen Gottes etwas Gutes bewirken und den Menschen retten; das ist eine negative Anthropologie par excellence. Jansenius verwendet das (von Luther übernommene) Bild von einem Pferd, das von einem Reiter geritten wird. So sieht er einen Menschen vor sich, den entweder der Teufel oder Gott reitet. Nur wenn Gott die Zügel fest in die Hand nimmt und den Menschen mit eiserner Hand führt und lenkt, kann dieser sich zu etwas Gutem entwickeln. Der Mensch erscheint bei Jansenius wie eine Marionette, an deren Fäden zwei Spieler ziehen: entweder Gott oder der Teufel. Die Gnade wird in diesem Bild verstanden als ein direkter Eingriff von Gottes Hand in das menschliche Leben.

## Belege
1. ↑  eigentlich eher ein Sirenen-Motiv, wenn man die wichtige Rolle der Musik bei seiner Verführung betrachtet
2. ↑  Gnade und Erziehung. Ein Problemaufriß, (PDF; 136 kB) von Winfried Böhm, S. 8, unter Berufung auf Joseph Sellmair: Die Pädagogik des Jansenismus, Donauwörth 1932. Grundthesen der jansenistischen Pädagogik: der Mensch darf nicht seiner Natur folgen, denn diese ist ja verdorben, sondern er muss seine Natur geradezu niederkämpfen und abtöten. Da das Kind verdorben ist, kann es nichts aus sich selbst heraus tun und leisten, sondern alles muss von Gott bzw. von seinen irdischen Hilfsknechten und Helfershelfern ausgehen: den Erziehern und Lehrern. Diese müssen das Kind auf autoritäre Weise und mit Gewalt „reiten“, das heißt: sie müssen es jeden Augenblick, von kleinster Kindheit bis in das höchste Alter, vom frühen Morgen bis in die späte Nacht, führen, überwachen, kontrollieren und strengster Disziplin unterwerfen. Diese „totale“ Erziehung hat den Eigenwillen des Kindes zu brechen, seinen emsigen Fleiß zu nützlicher und gottergebener Arbeit anzustacheln und alles von ihm fernzuhalten, was die Weltliebe fördern kann: Spiele, Freizeit und Vergnügungen jeglicher Art, auch Musik, Dichtung, Theater, selbst das unschuldigste Lachen. Behütende Aufsicht, den eigenen Willen abstumpfende Gewöhnung, das musterhafte Beispiel der Erzieher, strenge Zucht, harte Strafe und nützliche Arbeit sind prägende Mittel dieser Erziehung. Das Grundprinzip der jansenistischen Pädagogik lässt sich zusammenfassen: Die fremde Autorität, als die Vermittlerin und Stellvertreterin der Gnade, tritt an die Stelle der Natur und der eigenen Entscheidung. Sich der kirchlichen und der erzieherischen Autorität zu widersetzen, heißt, sich der Gnade Gottes zu verschließen und sich an ihr zu versündigen.